# Sandry
Sandry Roberto Santos Góes, né le 30 août 2002 à Itabuna (Bahia), plus connu sous le nom de Sandry, est un footballeur brésilien qui joue au poste de milieu de terrain avec Santos ainsi qu'en équipe du Brésil des moins de 17 ans.

## Carrière

### En club
Fils de l'ancien joueur Carlos Alberto Oliveira Góes, plus connu sous le nom de Nenenzinho, Sandry intègre le centre de formation de Santos en 2013, à l'âge de 10 ans.
En 2018, Sandry, à seulement 15 ans, il participe à la Copa São Paulo de Futebol Júnior (en) réservée aux moins de 20 ans.
Appelé en équipe première par le nouvel entraîneur Jorge Sampaoli, il y fait ses débuts à 16 ans, le 31 janvier 2019 dans le championnat de São Paulo chez le Bragantino en remplaçant dans les dernières minutes le buteur Derlis González.
En août 2019, à 16 ans, Sandry signe avec le club de Santos un premier contrat professionnel de trois ans (plus deux en option) assorti d'une clause libératrice de 100 millions d'euros.

### En sélection nationale
En 2017, Sandry est sélectionné dans l'équipe du Brésil des moins de 15 ans.
En octobre et novembre 2019, il est sélectionné pour la Coupe du monde des moins de 17 ans au Brésil. L'équipe du Brésil remporte la finale de la compétition, qu'elle n’a plus atteint depuis 2003.

## Palmarès
Équipe du Brésil des moins de 17 ans
- coupe du monde des moins de 17 ans
  - Vainqueur en 2019.

## Statistiques
| Saison                | Club                  | Championnat           | Championnat | Championnat | Championnat | Coupe(s) nationale(s) | Coupe(s) nationale(s) | Coupe(s) nationale(s) | Compétition(s) continentale(s) | Compétition(s) continentale(s) | Compétition(s) continentale(s) | Compétition(s) continentale(s) | Ligue régionale | Ligue régionale | Ligue régionale | Total | Total | Total |
| Saison                | Club                  | Division              | M.          | B.          | P.d.        | M.                    | B.                    | P.d.                  | Comp.                          | M.                             | B.                             | P.d.                           | M.              | B.              | P.d.            | M.    | B.    | P.d.  |
| 2019                  | Santos                | Série A               | 1           | 0           | 0           | 1                     | 0                     | 0                     | CS                             | -                              | -                              | -                              | 1               | 0               | 0               | 3     | 0     | 0     |
| 2020                  | Santos                | Série A               | 18          | 0           | 0           | 2                     | 0                     | 0                     | CL                             | 7                              | 0                              | 0                              | 2               | 0               | 0               | 29    | 0     | 0     |
| 2021                  | Santos                | Série A               | 4           | 0           | 0           | -                     | -                     | -                     | CL                             | 2                              | 0                              | 0                              | 2               | 0               | 0               | 8     | 0     | 0     |
| 2022                  | Santos                | Série A               | 22          | 0           | 1           | 5                     | 0                     | 0                     | CS                             | 5                              | 0                              | 1                              | 7               | 0               | 0               | 39    | 0     | 2     |
| 2023                  | Santos                | Série A               | -           | -           | -           | -                     | -                     | -                     | CS                             | -                              | -                              | -                              | 4               | 0               | 0               | 4     | 0     | 0     |
| Total sur la carrière | Total sur la carrière | Total sur la carrière | 45          | 0           | 1           | 8                     | 0                     | 0                     | -                              | 14                             | 0                              | 1                              | 16              | 0               | 0               | 83    | 0     | 2     |